# Фрегати типу «Аделаїда»
Тип «Аделаїда»- шість фрегатів з керованою ракетною зброєю був побудований в Австралії та Сполучених Штатах для служби в Королівському флоті Австралії.
Два пізніше були продані ВМС Чилі.

## Конструкція
Тип «Аделаїда» базувався на конструкції фрегатів типу «Олівер Газард Перрі» ВМС Сполучених Штатів, але модифікований відповідно вимог Австралії. Зокрема у них були посиленні можливості протиповітряної оборони. 

## Історія служби
Перші чотири кораблі були побудовані в Сполучених Штатах, а останні два - в Австралії. Перший корабель надійшов на службу в листопаді 1980 року.
«Канберра»та «Аделаїда» були зняті з експлуатації у 2005 та 2008 роках відповідно, а пізніше були затоплені для утворення штучних рифів. Їх виведення зі складу флоту  компенсувало витрати на модернізацію озброєння та обладнання на решті чотирьох кораблів вартістю 1 мільярд австралійських доларів. Оскільки есмінці ППО типу «Хобарт» почали надходити на озброєння з 2017 року, кораблі типу «Аделаїда», що залишилися у складі флоту, поступово виводилися з експлуатації, починаючи з «Сіднея» в 2015 році. За ним у 2017 році пішов «Дарвін», а останніми у 2019 році були «Ньюкасл» і «Мельбурн». 
Попри інтерес до придбання фрегатів Польщі та Греції, останні два врешті решт були продані до Чилі у 2020 році.